# Bohosudov

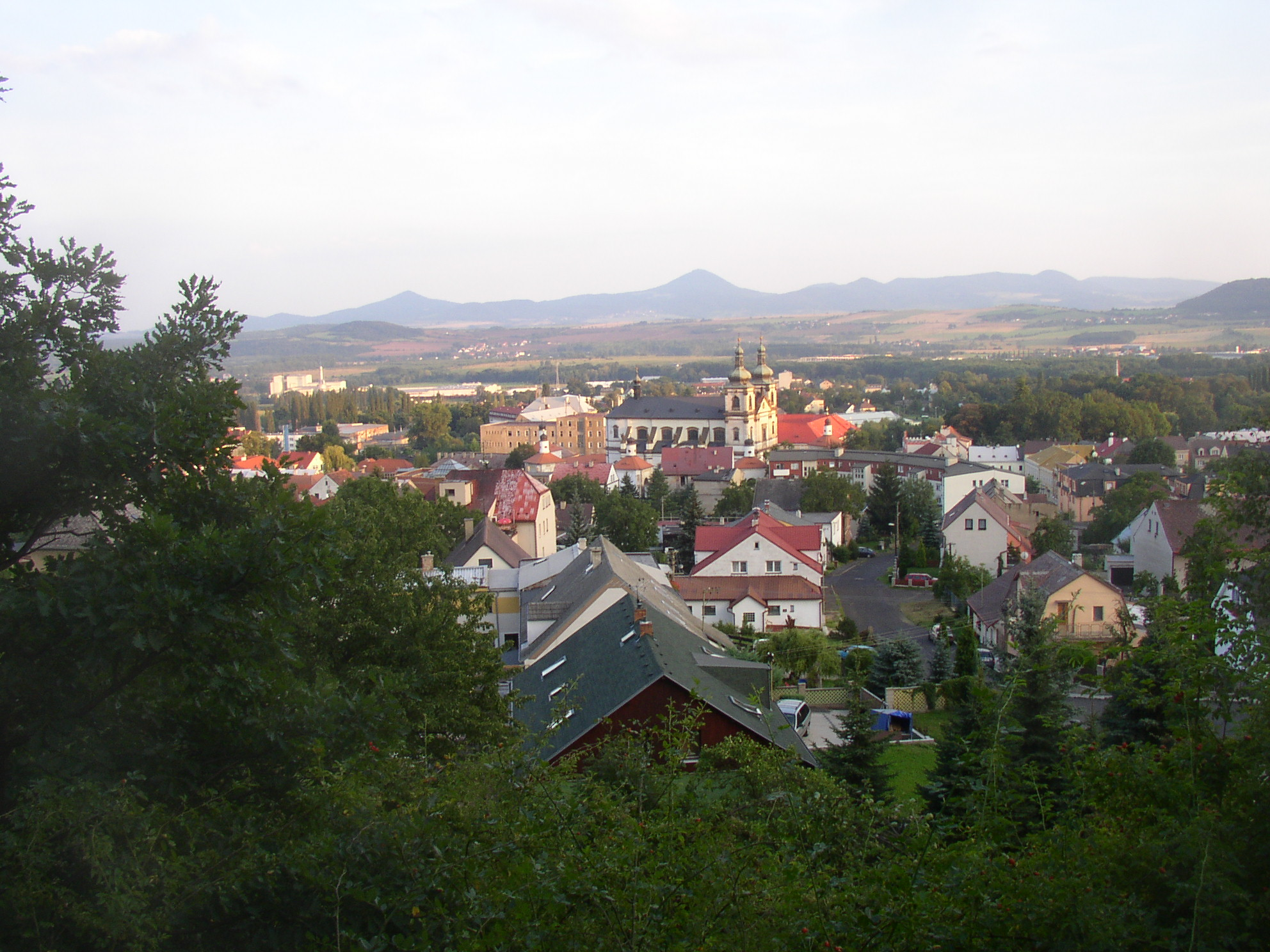
Blick über Bohosudov

Bohosudov  (deutsch Mariaschein) ist der zentrale Ortsteil der Stadt Krupka in Tschechien. Er ist vor allem durch die Wallfahrtskirche der Schmerzhaften Mutter Gottes in Marienschein bekannt, die auch nach dem früheren Ortsnamen als Mariaschein bezeichnet wird.

## Geografische Lage
Bohosudov liegt in Nordböhmen, sieben Kilometer nordöstlich von Teplice. Es ist ein Ortsteil von Krupka und liegt an dessen östlicher Seite. Durch den Ort führt die Landstraße Nr. 253, über die es von Dubí oder von Ústí nad Labem erreicht wird. Wanderer aus Richtung Fürstenau können Bohosudov auch mit der Seilbahn von der Komáří hůrka aus mit einer Abfahrt ins Tal erreichen.

## Geschichte des Ortes
Mariaschein entwickelte sich schrittweise aus dem Dorf Althof mit seiner aus dem 13. Jahrhundert stammenden Wasserburg und dem 1446 erwähnten Dorf Scheine (auch Schein, Scheune). Im Jahre 1591 fiel das Dorf Scheine an die Komotauer Jesuiten, die um 1650 mit dem Bau eines Konvents und einer Wallfahrtskirche begannen, die sie Mariaschein nannten. Dieser Name wurde seit 1670 auch auf die beiden Gemeinden Althof und Scheine übertragen. Ab Mitte des 19. Jahrhunderts war Mariaschein eine Gemeinde im Gerichtsbezirk Karbitz bzw. im Bezirk Außig.
Aufgrund der Beneš-Dekrete musste die deutsche Bevölkerung Mariaschein nach dem Zweiten Weltkrieg verlassen. 1959 erfolgte die Eingemeindung in die Stadt Krupka. In Bohosudov befindet sich der Sitz der Stadtverwaltung von Krupka.

## Entwicklung der Einwohnerzahl
| Jahr | Einwohnerzahl |
| ---- | ------------- |
| 1869 | 1494          |
| 1880 | 2446          |
| 1890 | 2884          |
| 1900 | 3752          |
| 1910 | 3575          |

| Jahr | Einwohnerzahl |
| ---- | ------------- |
| 1921 | 3704          |
| 1930 | 4449          |
| 1950 | 2550          |
| 1961 | 2821          |
| 1970 | 2428          |

| Jahr | Einwohnerzahl |
| ---- | ------------- |
| 1980 | 3822          |
| 1991 | 3321          |
| 2001 | 3740          |
| 2011 | 4014          |

## Geschichte der Wallfahrt und der Wallfahrtskirche Mariaschein

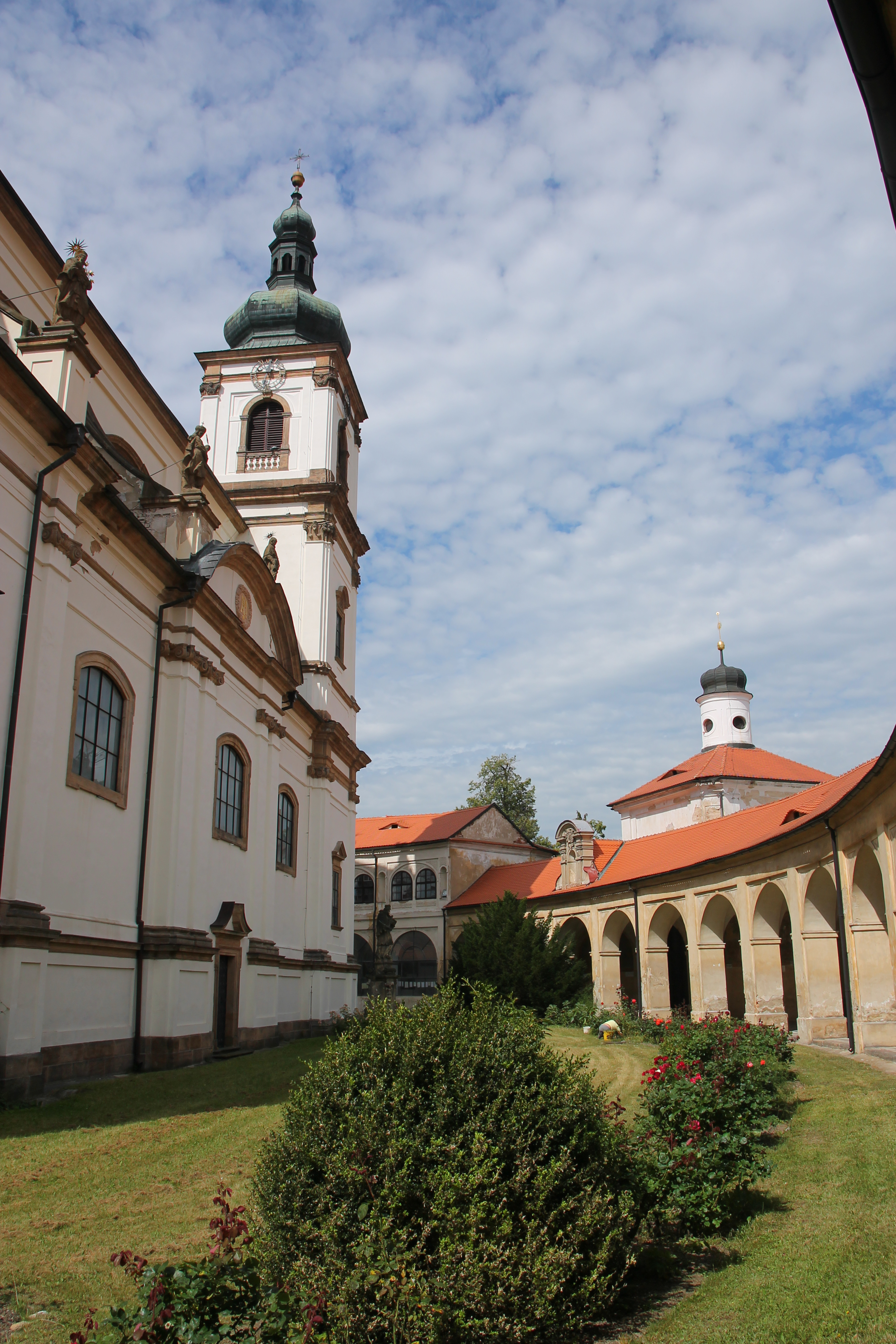
Wallfahrtskirche Mariaschein

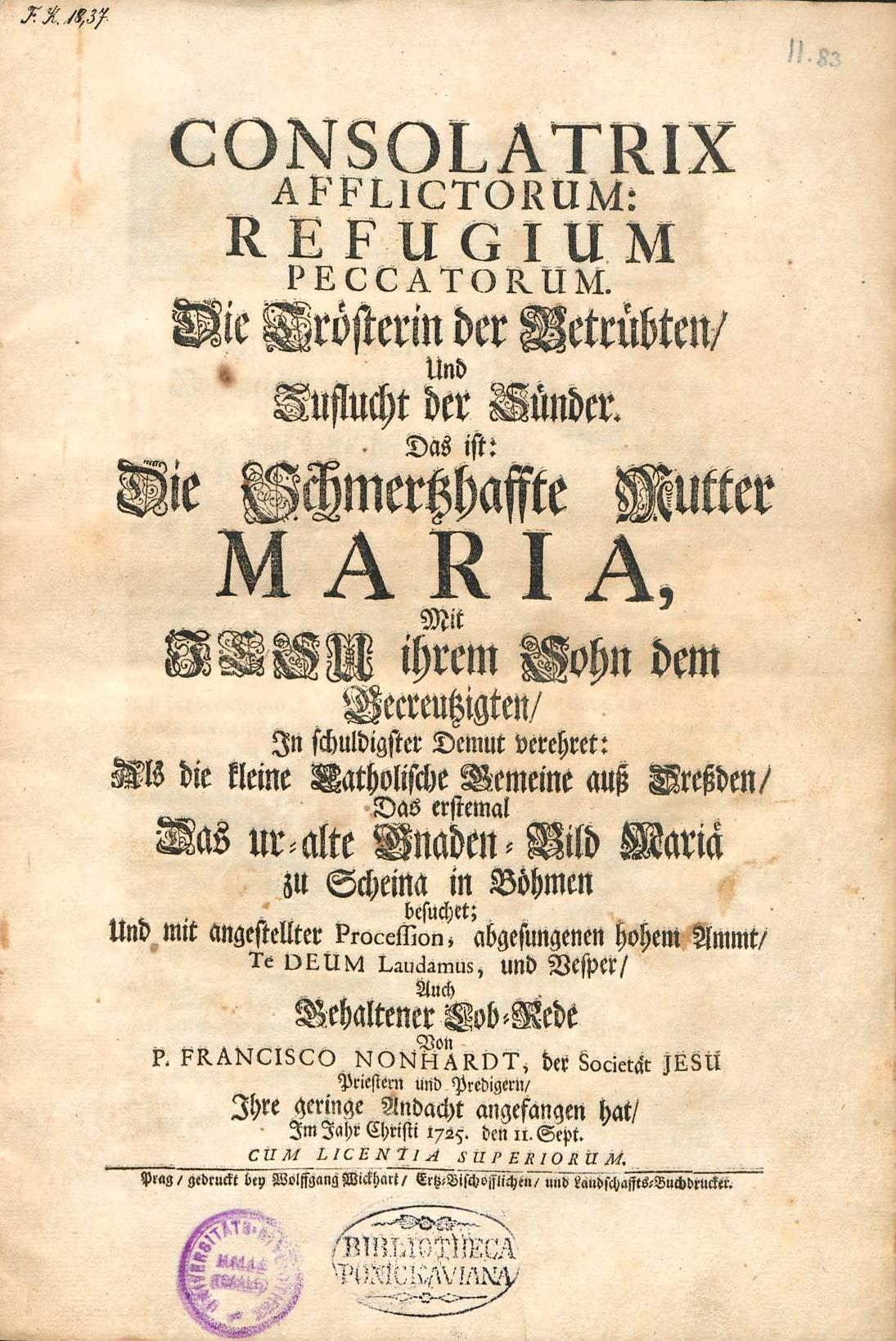
Wallfahrtspredigt von Franz Sebastian Nonhardt SJ 1725

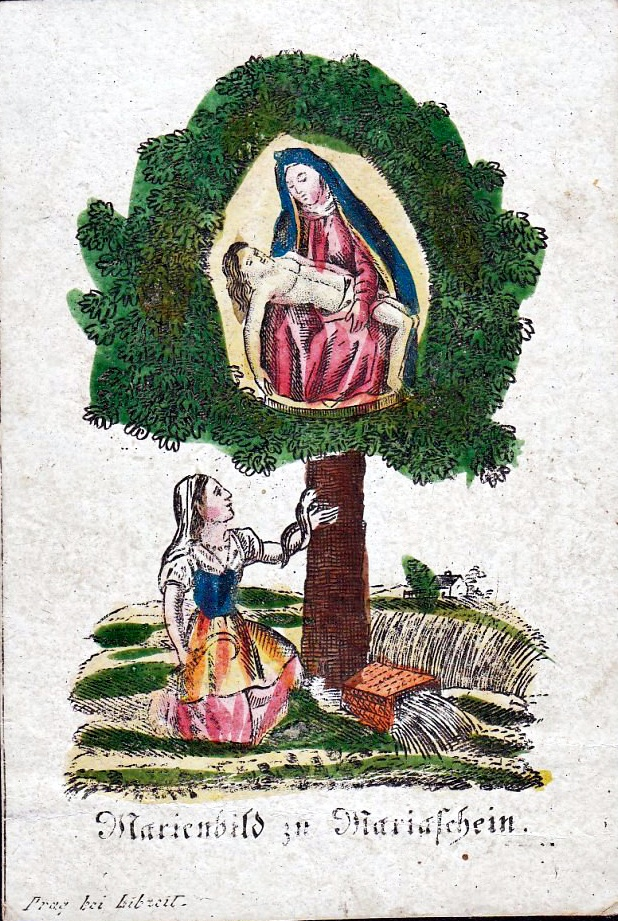
Wallfahrtsandenken um 1850

Zur Entwicklung der Wallfahrt berichtet eine der vielen Sagen, dass die Ordensschwestern, deren Kloster in Schwaz von den Hussiten niedergebrannt wurde, in die Graupener Wälder flohen. Bei der Flucht nahmen sie eine Marienfigur aus Ton mit und versteckten sie in einer Linde. Nach einer anderen Überlieferung sollen hier im Jahre 1424 an die 300 Kämpfer, die vom Schlachtfeld bei Aussig geflohen waren, von den Hussiten getötet worden sein.
Die in der Linde versteckte Marienfigur soll später einem Mädchen in der Not erschienen sein. Daraufhin wurde an dem Platz eine hölzerne Kapelle gebaut, in der das Gnadenbild der Schmerzhaften Mutter Gottes aufgestellt und die 1443 durch einen Steinbau ersetzt wurde.
Die erste Marienwallfahrt fand bereits 1610 statt. Etwa vierzig Jahre später begannen die Jesuiten mit dem Bau einer Wallfahrtskirche, die in den Jahren 1701–1708 im Auftrag der Grafen Kolowrat durch den Leitmeritzer Diözesanbaumeister Giulio Broggio und seinen Sohn Octavio Broggio barock umgestaltet wurde.
Über dem Eingangsportal befindet sich zwischen zwei unterbrochenen Rundbögen eine vergrößerte Darstellung des Gnadenbildes. In Nischen rechts und links vom Eingang stehen Statuen der Jesuitenheiligen Ignatius von Loyola und Franz Xaver. Die Südseite schmücken Statuen der böhmischen Landespatrone Wenzel, Ludmilla, Johann von Nepomuk und Prokop, die Nordseite die Heiligen Anna, Titus, Joseph und Adalbert.
Die Kirche hat einen rechteckigen Grundriss mit nur einem Längsschiff und je drei Seitenkapellen. Sie besitzt eine reiche Innenausstattung:
- Den Hochaltar mit Säulenbaldachin schuf 1704–1714 der Tiroler Bildhauer Franz Dollinger nach dem Vorbild des Altars des Petersdoms. Er soll am Platz der Linde stehen, in der das Gnadenbild gefunden wurde.
- Die Gemälde der Seitenaltäre stammen von Ignaz Raab und Johann Georg Heinsch.
- Die Kanzel mit dem reich geschmückten Schalldeckel schuf 1719 Franz Dollinger.
- Die Orgel mit barockem Prospekt schmücken Figuren der Heiligen Cäcilia und des Königs David sowie musizierende Engel.

Die Kirche ist von einem Kreuzgang mit sieben Kapellen umgeben, der 1584 bis 1590 erbaut wurde. Die Kapellen symbolisieren die Sieben Schmerzen Mariä und tragen die Namen der Stifter:
- Die Weissagung Simeons bei der Aufopferung im Tempel (Reichstädter oder Herzoglichen Lauenburgischen)
- Die Flucht nach Ägypten (Die fürstlich Clary-Aldringensche oder Teplitzer)
- Der Verlust und das dreitägige Suchen des Knaben Jesus (Leitmeritzer)
- Die Begegnung auf dem Kreuzwege (Die Bleylebensche)
- Das Stehen unter dem Kreuz (Die Kulmer oder Kolowratsche)
- Die Kreuzabnahme (Osseger)
- Die Grablegung (Die Duxer oder gräflich Waldsteinsche)

Die 37 Freskengemälde des Kreuzgangs stellen die Geschichte des Wallfahrtsortes vor. Insgesamt befanden sich 31 Beichtstühle im Kreuzgang, über denen in Halbreliefs Biblische Szenen dargestellt werden.
Zwischen Kirche und Kreuzgang wurde die Brunnenkapelle errichtet, in der die Quelle, der eine heilsame Wirkung zugeschrieben wird, gefasst wurde.
1853 wurde neben der Wallfahrtskirche ein Knabenseminar errichtet, welches 1882 erweitert wurde. Das Gymnasium wurde 1906 erbaut und erlangte 1922 das Öffentlichkeitsrecht. Bis 1925 wurden hier allein 652 Priester ausgebildet.
Zum 500-jährigen Bestehen der Wallfahrt im Jahre 1924 erreichte der Leitmeritzer Bischof Josef Gross die Erhebung der Wallfahrtskirche zur Basilika minor durch Papst Pius XI. Der Grundriss der Kirche ist der gleiche wie der der Kirche Il Gesù von Vignola in Rom, der Hauptaltar ist ein Nachbau des Altars in der Peterskirche. Nach dem Zweiten Weltkrieg brach der Wallfahrtsbetrieb ab. Erst 1968 durfte ein Seelsorger die Betreuung der Pfarrei übernehmen. Nach der politischen Wende von 1989 pilgern wieder jährlich im Juli Lausitzer Sorben nach Mariaschein. Außerdem findet seit 1992 jedes Jahr von Dresden aus eine Kinderfußwallfahrt statt. Die gesamte Anlage ist sehr renovierungsbedürftig.
Carl Schneeweiß starb 1887 als Jesuitenprior in Mariaschein.

## Konventsgebäude und Gymnasium

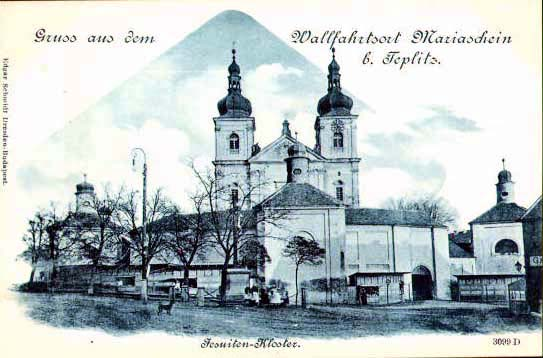
Jesuiten-Kloster um 1900

Die Konventsgebäude entstanden nach 1668. Neben dem Konvent errichteten die Jesuiten 1679 eine Lateinschule. Im Zuge der Josephinischen Reformen wurde der Konvent 1773 aufgelöst und 1779 eine Schule und eine Präparandie für Lehramtsanwärter eingerichtet. 1853 wurde das bischöfliche Gymnasium eröffnet. Während der deutschen Besetzung diente das Gebäude als Polizeischule. Das Gymnasium wurde 1950 erneut durch den Tschechoslowakischen Staat geschlossen. Im selben Jahr wurden die Konventsgebäude zum Internierungslager für tschechische Jesuiten und Angehörige anderer Orden bestimmt. Einige Jahre später wurden die Gebäude als Kaserne für die tschechoslowakische, nach 1968 für die sowjetische Armee genutzt, die Mariaschein erst 1991 verließ. Schon 1993 konnte das Bistum Leitmeritz ein Gymnasium in dem ehemaligen Konventsgebäude, das baulich in einem schlechten Zustand ist, eröffnen.

## Söhne und Töchter des Ortes
- Ferdinand Laufberger (1829–1881), Maler und Radierer
- Ferdinand Habel (1874–1953), Musiker, Domkapellmeister am Wiener Stephansdom
- Franz Joseph Bendel (1875–1950), katholischer Theologe, Archivar und Historiker
- Ferdinand Josef Schneider (1879–1954), Literaturhistoriker
- Friedrich Reimann (1896–1991), Maler
- Hertha Wolf-Beranek (1912–1977), Volkskundlerin und Sprachwissenschaftlerin
- Herta Lindner (1920–1943), Widerstandskämpferin und Bergsteigerin
- Peter Fiedler (1940–2009), Theologe